# Бедња (општина)
Бедња је насељено место и седиште општине у Вараждинској жупанији, Хрватска. До територијалне реорганизације у Хрватској налазила се у саставу бивше велике општине Иванец.

## Становништво
На попису становништва 2011. године, општина Бедња је имала 3.992 становника, од чега у самој Бедњи 677.

## Попис1991.
На попису становништва 1991. године, насељено место Бедња је имало 783 становника, следећег националног састава:
| Попис 1991.‍  | Попис 1991.‍  | Попис 1991.‍ | Попис 1991.‍ | Попис 1991.‍ |
| ------------ | ------------ | ----------- | ----------- | ----------- |
|              |              |             |             |             |
| Хрвати       | Хрвати       |             | 757         | 96,67%      |
| Срби         | Срби         |             | 3           | 0,38%       |
| Словенци     | Словенци     |             | 1           | 0,12%       |
| Украјинци    | Украјинци    |             | 1           | 0,12%       |
| неопредељени | неопредељени |             | 1           | 0,12%       |
| регион. опр. | регион. опр. |             | 1           | 0,12%       |
| непознато    | непознато    |             | 19          | 2,42%       |
| укупно: 783  |              |             |             |             |